# EZTS GO
GECT GO / EZTS GO je evropsko združenje za teritorialno sodelovanje oz. Evroregija (italijansko Gruppo europeo di cooperazione territoriale, angleško European grouping of territorial cooperation), ki zavzema Občino Gorica, Mestno občino Nova Gorica in Občino Šempeter - Vrtojba.